# Краткая шкала оценки психического статуса
Краткая шкала оценки психического статуса (англ. Mini-mental State Examination, MMSE) — короткий опросник из 30 пунктов, используемый для выявления (скрининга) возможных когнитивных нарушений, в частности, деменции. MMSE также используют для оценки изменений, произошедших при развитии болезни, либо под воздействием терапии.
Шкала была разработана в 1975 году.
в последующие годы в неё были внесены изменения.
Для прохождения теста обычно требуется около 10 минут, в ходе которых происходит краткая оценка арифметических способностей человека, его памяти и ориентирования в пространстве и времени.
Результаты оценки не специфичны для отдельных заболеваний. Для установки диагноза у пациентов с изменёнными оценками требуется более подробное нейропсихологическое тестирование, а в ряде случаев, наблюдение в динамике, оценка реакции на лечение.
Существуют похожие инструменты оценки для обследования пациентов на повторных визитах — шкала Mini-cog, MoCA-тест (Монреальский когнитивный опросник).